# San Mateo Almomoloa
San Mateo Almomoloa är en ort i kommunen Temascaltepec i delstaten Mexiko i Mexiko. Orten hade 1 802 invånare vid folkräkningen 2020.